# Moebius (fumettista)
Moebius, anche noto come Gir, pseudonimo di Jean Giraud (Nogent-sur-Marne, 8 maggio 1938 – Montrouge, 10 marzo 2012), è stato un fumettista, scenografo e sceneggiatore francese, considerato uno dei maestri del fumetto e dell'illustrazione di genere fantastico e fantascientifico a livello mondiale.
Il suo stile personale e originale ha avuto notevole influenza sulle generazioni successive di autori. Tra le sue opere più note figurano i fumetti Arzach (da cui è stata tratta la miniserie animata Arzak Rhapsody), Blueberry, Il Garage Ermetico, Il mondo di Edena, L'Incal (in collaborazione con Alejandro Jodorowsky) e Silver Surfer (supereroe della Marvel cui Moebius ha dato la propria interpretazione personale).
Nel 1974, assieme a Philippe Druillet, Jean-Pierre Dionnet e Bernard Farkas, ha fondato il gruppo Les Humanoïdes Associés che, dal 1975, ha pubblicato l'apprezzata rivista di fumetti fantasy e fantascientifici Métal Hurlant.
Al cinema e in televisione è stato animatore, attore, costumista, doppiatore, regista, scenografo e sceneggiatore, lavorando tra gli altri per registi come Luc Besson, James Cameron, Ron Howard, Alejandro Jodorowsky, René Laloux e Ridley Scott. Con Alejandro Jodorowsky, in particolare, oltre alla collaborazione in qualità di scenografo per il film del 1980 Tusk, si deve anche la collaborazione alla realizzazione del fumetto L'Incal e all'irrealizzato film Dune del 1973, per il quale Moebius ha realizzato gli storyboard.

## Biografia
Trascorre l'infanzia a Parigi dove frequenta poi la scuola di arti applicate dal 1954 al 1956. Quando è ancora studente esordisce come autore nel 1954, pubblicando sulla rivista Far West la serie umoristica Les aventures de Franck et Jéremie. Lo stesso anno inizia a collaborare anche con Coeurs Vaillants numerose storie d'avventura.
Dopo il servizio militare, dal 1960 diviene assistente del fumettista belga Jijé (Joseph Gillain), inchiostrando un intero episodio della serie Jerry Spring, e illustra una collana di libri di tipo enciclopedico. Nello stesso periodo nasce il nome d'arte di Moebius, che utilizza inizialmente per strisce di fumetti di humour nero. Nel 1963, con lo pseudonimo di Gir, assieme allo sceneggiatore Jean-Michel Charlier inizia la serie a fumetti Fort Navajo per la rivista Pilote, creando il personaggio del tenente Blueberry, protagonista di un'ampia serie western omonima, estremamente curata sia nella ricostruzione storica che nella realizzazione grafica, che è ritenuta una delle migliori serie western del periodo e gli procura fama internazionale. La serie continua ininterrottamente fino al 1974. Giraud ne illustra 26 dei 29 volumi, scrivendone anche le sceneggiature dopo la scomparsa di Charlier.
Alla fine degli anni sessanta, contemporaneamente a Blueberry e sempre utilizzando lo pseudonimo di Moebius, realizza una serie di storie di genere fantastico con uno stile più particolare e innovativo, pubblicate prima sul mensile satirico Hara Kiri, poi su Charlie e L'Echo des savanes. Tra le molte cose illustra anche una serie di copertine per le ristampe di importanti autori di fantascienza statunitensi, quali Poul Anderson e Gordon R. Dickson.
Un salto fondamentale nella sua carriera avviene nel 1974, quando assieme a Philippe Druillet, Jean-Pierre Dionnet e Bernard Farkas fonda il gruppo Les Humanoïdes Associés (lett. "Gli Umanoidi Associati") che nel 1975 fa esordire la celeberrima rivista Métal Hurlant, un trimestrale antologico che raccoglieva il meglio della produzione fantastica e fantascientifica a fumetti, e proponendo le serie Il fallico folle (Le Bandard Fou) e Il Garage Ermetico (Le Garage Hermétique de Jerry Cornelius), in cui arriva ad abolire la tradizionale sceneggiatura, ma anche il visionario Arzach, e nel 1981 L'Incal (Les Aventures de John Difool) su testi di Alejandro Jodorowsky. Nel 1996 scrive i testi per il manga di Jirō Taniguchi Ikaru, poi pubblicato in Europa nel 2000.
Si cimenta anche col fumetto supereroistico statunitense, dando una sua interpretazione del personaggi della Marvel Silver Surfer in Parabola, scritta da Stan Lee. Collabora alla produzione di film di fantascienza quali: Alien di ridley Scott (1979); Tron di Steven Lisberger] (1982); The Abyss (1989) di James Cameron e Il quinto elemento di Luc Besson (1997). Disegna costumi e scenografie per il film Dune, tratto dal romanzo omonimo di Frank Herbert. Il film, che avrebbe dovuto essere diretto da Jodorowsky, non verrà mai realizzato, ma idee e materiali per il progetto confluiranno nel fumetto Incal. Nel 1982 collabora con il regista René Laloux nella realizzazione del film di animazione I maestri del tempo (Les Maîtres du temps), tratto dal romanzo L'Orphelin de Perdide di Stefan Wul.
Nel 2003 scrive e dirige la miniserie televisiva animata di genere fantasy Arzak Rhapsody, tratta dal fumetto omonimo, rimasto incompiuto a causa della morte del suo autore Jean-Michel Charlier, nella quale vengono narrate la avventure di Arzak, guerriero solitario che cavalca uno pterodattilo, che esplora il mondo parallelo Deserto B.
Jean Giraud muore il 10 marzo 2012 a settantatré anni a causa di un linfoma.

## Opere

### Come Jean Giraud / Gir
- Jerry Spring (albo 11, 1962; la serie conta numerosi altri volumi, realizzati senza l'intervento di Giraud) – sceneggiatura di Philip (pseudonimo di Philippe Gillain), disegni di Jijé (pseudonimo di Joseph Gillain) & Jean Giraud
- Blueberry (29 albi, 1965-2007) – sceneggiatura di Jean-Michel Charlier, disegni di Jean Giraud (albi 1-23; il volume 23 è co-sceneggiato da Giraud); sceneggiatura e disegni di Giraud (albi 24-29)
- La giovinezza di Blueberry (La jeunesse de Blueberry, albi 1-3, 1975-1979; la serie è successivamente proseguita, senza più l'intervento di Giraud) – sceneggiatura di Jean-Michel Charlier, disegni di Jean Giraud
- Jim Cutlass (7 albi, 1979-1999) – sceneggiatura di Jean-Michel Charlier, disegni di Jean Giraud (albo 1); sceneggiatura di Charlier & Giraud, disegni di Christian Rossi (albo 2); sceneggiatura di Giraud, disegni di Rossi (albi 3-7)
- Altor (7 albi, 1986-2003) – sceneggiatura di Jean Giraud, disegni di Marc Bati (albi 1-4 e 6-7; il volume 5 è interamente realizzato da Bati, gli albi 4, 6 e 7 sono firmati da Giraud con lo pseudonimo Moebius)
- Marshal Blueberry (3 albi, 1991-2000) – sceneggiatura di Jean Giraud, disegni di William Vance (albi 1-2); sceneggiatura di Giraud, disegni di Michel Rouge (albo 3)
- XIII (albo 18, 2007; la serie conta numerosi altri volumi, realizzati senza l'intervento di Giraud) – sceneggiatura di Jean Van Hamme, disegni di Jean Giraud

### Come Moebius
- Il fallico folle (Le Bandard fou, 1974)
- Arzach (1976)
- John Watercolor (John Watercolor et sa redingote qui tue!!, 1976), noto anche come Un'avventura di John Watercolor il giustiziere anti-mascalzone, con la sua redingote che uccide
- Incubo bianco (Cauchemar blanc, 1977), inizialmente pubblicato come Delirio Bianco
- L'uomo è buono? (L'Homme est-il bon?, 1977)
- Gli occhi del gatto (Les Yeux du Chat, 1978) – scritto da Alejandro Jodorowsky
- Il Garage Ermetico (Major fatal, 3 volumi)
  1. Il Garage Ermetico (Major Fatal, 1979 - ristampato con il titolo Le Garage Hermétique, 1988), inizialmente pubblicato come Il Maggiore fatale
  2. L'uomo del Ciguri (L'Homme du Ciguri, 1995)
  3. Le chasseur déprime (2008)
- Uccisore di mondi (Tueur de Monde, 1979)
- La deviazione (La Déviation, 1980)
- L'Incal (inizialmente pubblicato con il titolo Une aventure de John Difool, 7 volumi) – scritto da Alejandro Jodorowsky
  1. L'Incal nero (L'Incal noir, 1981)
  2. L'Incal luce (L'Incal lumière, 1982)
  3. Ciò che è in basso (Ce qui est en bas, 1983)
  4. Ciò che è in alto (Ce qui est en haut, 1985)
  5. La quinta essenza 1: Galassia che medita (La Cinquième Essence: Galaxie qui songe, 1988)
  6. La quinta essenza 2: Il pianeta Difool (La Cinquième Essence: La Planète Difool, 1988)
  7. I misteri dell'Incal (Les Mystères de l'Incal, 1991) – scritto da Alejandro Jodorowsky e Jean Annestay
- Doppia evasione (Double Évasion, 1981) – scritto da Alejandro Jodorowsky
- Les Maîtres du temps: La Bande Dessinée du Film (1982) – adattamento a fumetti dell'omonimo film di René Laloux
- Enquêtes de Lord Darcy (2 volumi, 1983) – scritto da Garrett Randall
  1. Tous des magiciens
  2. C'est dans les yeux
- Il mondo di Edena (Le Monde d'Edena, 6 volumi)
  1. Sulla stella (Sur l'étoile, 1983)
  2. I giardini di Edena (Les Jardins d'Edena, 1988)
  3. La dea (La Déesse, 1990)
  4. Stel (1994)
  5. Sra (2001)
  6. I riparatori (Les Réparateurs, 2001)
- La notte della stella (La nuit de l'étoile, 1986) – scritto da Marc Bati
- Scalo su Faragonescia (Escale sur Pharagonescia, 1989)
- The Long Tomorrow (1989) – scritto da Dan O’Bannon
- La cittadella cieca (La Citadelle aveugle, 1989)
- Silver Surfer: Parabola (Silver Surfer: Parable, 1990) – scritto da Stan Lee
- Le vacanze del maggiore (Les Vacances du Major, 1990)
- Mondo del Garage Ermetico (Le Monde du Garage hermétique, 5 volumi) – scritto insieme a Jean-Marc Lofficier
  1. Il principe impensabile (Le Prince impensable, 1990) – disegni di Eric Shanower
  2. Les Quatre Royaumes (1990) – disegni di Eric Shanower
  3. Le Retour du Jouk (1991) – disegni di Eric Shanower
  4. Les Terres aléatoires (1992) – disegni di Jerry Bingham
  5. Le Seigneur d'Onyx (1992) – disegni di Jerry Bingham
- Moebius' Airtight Garage: Onyx Overlord (4 volumi) – scritto insieme a Jean-Marc Lofficier, disegni di Jerry Bingham
  1. Armjouth (1992)
  2. Randomearth Yby (1992)
  3. Onyx (1992)
  4. Return to Armjourth (1993)
- La folle del Sacro Cuore (Le Cœur couronné, 3 volumi) – scritto da Alejandro Jodorowsky
  1. La pazza del Sacro Cuore (La Folle du Sacré-Cœur, 1992)
  2. La trappola dell'irrazionale (Le Piège de l’irrationnel, 1993)
  3. Il pazzo della Sorbona (Le Fou de la Sorbonne, 1998)
- Little Nemo (2 volumi) – disegni di Bruno Marchand
  1. Le bon Roi (1994)
  2. Le mauvais Roi (1995)
- Artigli d'angelo (Griffes d'Ange, 1994) – scritto da Alejandro Jodorowsky
- Dopo l'Incal (Après l'Incal: Le Nouveau Rêve, 2000) – scritto da Alejandro Jodorowsky
- Icaro (2001) – scritto insieme a Jean Annestay, disegni di Jirō Taniguchi
- Inside Moebius (6 volumi, 2004–2010)
- Halo Graphic Novel (The Halo Graphic Novel, Chapter 4: Second Sunrise over New Mombasa, 2006) – scritto da Brett Lewis
- Histoire d’une idée (2007)
- Arzak. L'ispettore (Arzak. L'Arpenteur, 2010)
- La Faune de Mars (2011)
- Le Major (2011)

## Filmografia

### Animatore
- Space Jam, regia di Joe Pytka (1996)
- Seven Samurai 20XX, regia di Joe Romersa - videogioco (2004)

### Attore
- 1999 Madeleine, regia di Laurent Bouhnik (1999)
- Blueberry, regia di Jan Kounen (2004)

### Costumista
- Il quinto elemento (The Fifth Element), regia di Luc Besson (1997)

### Doppiatore
- Arzak Rhapsody, regia di Moebius - miniserie animata, puntate 1-2-3 (2003)
- Minuscule - serie animata, episodi 2x73 (2012)

### Regista
- Arzak Rhapsody, regia di Moebius - miniserie animata, 14 puntate (2003)
- La planète encore, regia di Moebius - cortometraggio animato (2010)

### Scenografo

#### Cinema
- Alien, regia di Ridley Scott (1979)
- Tusk, regia di Alejandro Jodorowsky (1980)
- I maestri del tempo (Les Maîtres du temps), regia di René Laloux (1982)
- Tron, regia di Steven Lisberger (1982)
- I dominatori dell'universo, regia di Gary Goddard (1987)
- Willow, regia di Ron Howard (1988)
- Piccolo Nemo - Avventure nel mondo dei sogni (Little Nemo), regia di Masami Hata, Masanori Hata e William T. Hurtz (1989)
- The Abyss, regia di James Cameron (1989)
- Space Jam, regia di Joe Pytka (1996)
- La citadelle du vertige 360° - cortometraggio (2008)
- Strange Frame: Love & Sax, regia di G.B. Hajim (2012)

#### Televisione
- Popgrama - serie TV, 1 episodio (1977)
- Télévision de chambre - serie TV, episodio 1x07 (1983)
- Arzak Rhapsody, regia di Moebius - miniserie animata, 14 puntate (2003)

### Cinema
- Taarna, episodio di Heavy Metal, regia di Gerald Potterton, John Bruno, John Halas, Julian Harris, Jimmy T. Murakami, Barrie Nelson, Paul Sabella, Jack Stokes, Pino van Lamsweerde, Harold Whitaker (1981)
- I maestri del tempo (Les Maîtres du temps), regia di René Laloux (1982)
- Piccolo Nemo - Avventure nel mondo dei sogni (Little Nemo), regia di Masami Hata, Masanori Hata e William T. Hurtz (1989)
- Cauchemar blanc, regia di Mathieu Kassovitz - cortometraggio animato (1991)
- Blueberry, regia di Jan Kounen (2004)
- Thru the Moebius Strip, regia di Glenn Chaika (2005)
- La planète encore, regia di Moebius e Geoffrey Niquet - cortometraggio animato (2010)
- MetaMoebius, regia di Damian Pettigrew - documentario (2010)

### Televisione
- Arzak Rhapsody, regia di Moebius - miniserie animata, 14 puntate (2003)

## Riconoscimenti
- Eisner Award
  - 1981 - Miglior albo singolo/One-shot per Concrete Celebrates Earth Day (condiviso con Paul Chadwick e Charles Vess)
  - 1989 - Miglior miniserie per Silver Surfer
  - 1998 - Eisner Award Hall of Fame
  - 2017 - Miglior edizione statunitense di opere straniere per Moebius Library: The World of Edena
- Grand Prix de la ville d'Angoulême
  - 1981[8]
- Salone Internazionale dei Comics
  - 1975 - Premio Yellow Kid
  - 1980 - Premio Yellow Kid
  - 1999 - Premio Yellow Kid

## Omaggi
- Nel 1998 a Moebius è stato dedicato dalle poste francesi un francobollo commemorativo.[2][9]
- Il fumettista viene ricordato nei titoli di coda del film di animazione diretto da Thomas Szabo e Hélène Giraud] Minuscule - La valle delle formiche perdute (Minuscule - La vallée des fourmis perdues, 2013).